# Theotima moxicensis
Theotima moxicensis is een spinnensoort uit de familie Ochyroceratidae. De soort komt voor in Angola.